# Vojni stroj (lik)
Vojni stroj (izvirno War Machine) je izmišljena osebnost in stripovski superheroj, ki se pojavlja v stripih ameriške založbe Marvel. Ustvarili so ga risarji David Michelinie, John Byrne in Bob Layton kot stranski lik za Iron Mana, prvič pa se je pojavil v stripu Iron Man #118 (1979). Vojni stroj je vzdevek, ki ga je prevzel James Rupert "Rhodey" Rhodes, potem ko je pridobil oklep Vojnega stroja. Rhodes je vojaški veteran in pilot, ki je začel delati za Tonyja Starka in je sčasoma odkril, da je Stark Iron Man, in nato prevzel Starkovo mesto med tem, ko je bil Iron Man onesposobljen. Stark je kasneje dal Rhodesu oklep Vojnega stroja.